# Chi-Verteilung
Die Chi-Verteilung bzw. {\displaystyle \chi }-Verteilung ist eine stetige Wahrscheinlichkeitsverteilung über der Menge der nichtnegativen reellen Zahlen. Die Chi-Verteilung hat einen Parameter, die Anzahl der Freiheitsgrade {\displaystyle \nu }. Sie hängt eng mit der Chi-Quadrat-Verteilung zusammen.

## Definition
Eine stetige Zufallsvariable mit der Dichtefunktion
{\displaystyle f_{\nu }(x)={\begin{cases}{\frac {1}{2^{(\nu /2)-1}\Gamma (\nu /2)}}x^{\nu -1}\mathrm {e} ^{-x^{2}/2}&{\text{für}}\ x>0\\0&{\text{sonst}}\end{cases}},\quad x\in \mathbb {R} }
heißt Chi-verteilt mit {\displaystyle \nu } Freiheitsgraden für jeden positiven Parameter {\displaystyle \nu }. Dabei bezeichnet {\displaystyle \Gamma } die Gammafunktion. Die Verteilung der Zufallsvariablen heißt Chi-Verteilung mit {\displaystyle \nu } Freiheitsgraden.
Häufig wird die Chi-Verteilung nur für einen ganzzahligen Parameter {\displaystyle \nu \in \mathbb {N} } definiert.

## Eigenschaften
- Wenn {\displaystyle C_{\nu }} Chi-quadrat-verteilt mit {\displaystyle \nu } Freiheitsgraden ist, dann ist {\displaystyle {\sqrt {C_{\nu }}}} Chi-verteilt mit {\displaystyle \nu } Freiheitsgraden.
- Wenn {\displaystyle X_{\nu }} Chi-verteilt mit {\displaystyle \nu } Freiheitsgraden ist, dann ist {\displaystyle X_{\nu }^{2}} Chi-quadrat-verteilt mit {\displaystyle \nu } Freiheitsgraden.
- {\displaystyle X_{\nu }} sei Chi-verteilt mit {\displaystyle \nu } Freiheitsgraden, dann gilt {\displaystyle P(X_{\nu }>0)=1}, der Erwartungswert ist

{\displaystyle \mathbb {E} [X_{\nu }]={\sqrt {2}}{\frac {\Gamma ((\nu +1)/2)}{\Gamma (\nu /2)}}}
und die Varianz ist
{\displaystyle \mathbb {Var} [X_{\nu }]=\nu -2\left({\frac {\Gamma ((\nu +1)/2)}{\Gamma (\nu /2)}}\right)^{2}\;.}
- Wenn {\displaystyle Z} standardnormalverteilt ist, dann ist {\displaystyle |Z|} Chi-verteilt mit einem Freiheitsgrad.

## Beispiele
- Die Chi-Verteilung mit {\displaystyle \nu =1} Freiheitsgrad ist ein Spezialfall der Halbnormalverteilung (half-normal distribution).[4][5]
- Die Chi-Verteilung mit {\displaystyle \nu =2} Freiheitsgraden ist ein Spezialfall der Rayleigh-Verteilung.
- Die Chi-Verteilung mit {\displaystyle \nu =3} Freiheitsgraden ist ein Spezialfall der Maxwell-Boltzmann-Verteilung.
- Wenn {\displaystyle Z} standardnormalverteilt ist, dann ist die auf {\displaystyle [0,\infty )} gestutzte Verteilung eine Chi-Verteilung mit einem Freiheitsgrad.